# Careproctus cactiformis
Careproctus cactiformis är en fiskart som beskrevs av Andriashev, 1990. Careproctus cactiformis ingår i släktet Careproctus och familjen Liparidae. IUCN kategoriserar arten globalt som otillräckligt studerad. Inga underarter finns listade.